# 美少女戦麗舞パンシャーヌ 奥様はスーパーヒロイン!
『美少女戦麗舞パンシャーヌ 奥様はスーパーヒロイン!』（びしょうじょセレブパンシャーヌ おくさまはスーパーヒロイン）は、日本の特撮テレビ番組。2007年4月3日から6月26日まで、テレビ東京系列で毎週火曜日17時30分 - 18時（JST）に放送された（全13回）。字幕放送（一部地域を除く）・ハイビジョン制作。

## 概要
1981年 - 1993年までフジテレビ系列で放送された東映不思議コメディーシリーズのうち『魔法少女ちゅうかなぱいぱい!』や『美少女仮面ポワトリン』、『有言実行三姉妹シュシュトリアン』といった魔法少女特撮物をもう一度という視聴者からの声に応え、同シリーズを担当していた読売広告社のプロデューサー、木村京太郎が企画したことから誕生した番組である。
プロデューサーの木村は読売新聞のインタビューで「アニメの本数が増えすぎて一つの壁にぶつかる一方、ファミリー向けのコメディドラマがしばらくとだえていたので『奥様になったその後の美少女ヒロイン』がインパクトに強いと考え企画することにした」と説明。放送局や制作会社は違うが、同シリーズ全てのシナリオを手掛けた脚本家浦沢義雄がメインライターを務めている。
スーパーヒロインに変身する主人公が主婦という設定になっている。これは日本の特撮ヒーロー番組では史上初。既に28歳にして一児の母である主人公が「美少女」というのはおかしいが、これについてはほぼ毎回ストーリー内で他の登場人物からも指摘されており、作為的なものであることが分かる。さらに、そういった「お約束」もネタにして、第7話では丘ダイバーに対し、パンシャーヌが「毎週そう言っているでしょ」と反論するくだりもあった。パンシャーヌ、パンシャーヌミニの衣装制作シーンを入れたのもギャグのつもりではなく、制作費軽減のためのタイアップである。なお、演じた矢吹春奈は当時、設定年齢よりも遥かに若い22歳であり、ビジュアル的には正統派美少女ヒロイン路線を維持しつつ、主婦、母親という設定を取りいれるという形になっている。
2007年8月29日よりDVDがリリース・レンタルされている。単巻のほか、DVD-BOXも発売された。

## ストーリー
幸せな家庭を営む主婦、新庄由美子。彼女には高校時代、神様に命じられてスーパーヒロイン「美少女仮面フローレンス」となり活躍していたという過去があった。だが、高校3年になり、大学入試も控え、スーパーヒロインと高校生をかけもちすることに疲れた由美子は、神様に引退を申し入れる。それを聞いた神様からも「もう美少女という年でもない」とあっさり承諾され、進学・就職・結婚・出産と、フツーの女のコのフツーの日常に戻っていた。ところがある日、神様が由美子の前に現れ、再びスーパーヒロインになることを命じる。かくして由美子は、主婦業とかけもちしながら、ご町内と宇宙の平和を守るスーパーヒロイン「美少女戦麗舞パンシャーヌ」として奔走することとなる。

## 登場人物・キャスト
新庄 由美子（しんじょう ゆみこ）/美少女戦麗舞パンシャーヌ：矢吹春奈
杉並区在住の主婦、昭和54年2月7日生まれの28歳。スリーサイズはB83 W58 H86。夫の健介と娘の理沙と3人暮らし。今の幸せな暮らしには満足しているが、いつかセレブになることを夢見ている。高校時代は神様の命で「美少女仮面フローレンス」として活躍していたが、スーパーヒロインと普通の高校生を掛け持ちする日常に疲れ、フツーの女の子に戻るために引退。それから10年後、由美子の前に現れた神様より「美少女戦麗舞パンシャーヌ」に任命され、再びスーパーヒロインとなる。第8話で理沙にパンシャーヌの正体を知られていたことが発覚し、一度はナマコに変えられてしまうが、ケータイ怪人の出現でパンシャーヌミニと共に戦うことに。しかし、パンシャーヌミニを庇いながらの戦闘でさらなる疲れが溜まった結果、主婦業が疎かになったことを健介に責められた上、時を同じくして現れた超悪デビルに心を奪われたことで家庭崩壊の危機を自ら招いてしまった。最終的に家族3人で普通の人間でなく、スーパーヒロインとして生きていくことを選んだ。好きな食べ物はトリュフ、フォアグラ、キャビア、焼き鳥。
新庄 健介（しんじょう けんすけ）/超悪デビル（第11話 - ）：大熊啓誉（シャカ）
かつては外資系企業に勤めていたサラリーマン、30歳。少し頼りないが家族を愛する良き夫であり、良きパパ。南行徳の居酒屋「源さん」で偶然出会った神様から、高校時代の由美子が美少女仮面フローレンスだったことを知らされ、当時元気のなかった由美子にもう一度輝きを取り戻させるために10万円を支払って、神様にスーパーヒロインに任命するよう頼んだ張本人。だが、パンシャーヌミニの登場以降、主婦業が疎かになっていった由美子にスーパーヒロインを辞めるよう説得するために会社を辞め、再び神様に10万円を支払って、自ら超悪デビルとなるも、パンシャーヌとひと時を過ごすうちに説得するどころか、逆に彼女を激励している。仕事よりも家族の方が大切なことに気づき、最終的に超悪デビルとして生きていくことを選び、残業の少ない会社に再就職している。
新庄 清志（しんじょう きよし）：牧田哲也
健介の弟で警察官、23歳。奇妙な格好のパンシャーヌを不審人物としてマークし、あの手この手で正体を探ろうとするも、その推理はことごとく大ハズレしていた。最終話でようやくパンシャーヌの正体にたどり着いたが、当人たちの幸せな現状を邪魔してはいけないと、深入りすることをやめた。また事あるごとに由美子たちの家にお邪魔しては、その推理を披露し、ちゃっかり食事にもありついている（健介一家よりも一人で多く食べて、おかわりまでしている有様）。だが、由美子や理沙からは、自分が警察官であることをすっかり忘れ去られている。第5話で蓄膿症であることが判明し、その後手術を受けた模様。
新庄 理沙（しんじょう りさ）/美少女戦麗舞パンシャーヌミニ（第8話 - ）：北山向日葵
由美子と健介の娘、平成12年7月10日生まれの6歳。幼稚園の年長組。結構しっかり者。由美子を除く新庄家の中では、唯一パンシャーヌをスーパーヒロインとして支持しているのみならず、実は最初からパンシャーヌの正体に気付いていた。第8話でケータイ怪人の出現により、神様からパンシャーヌミニに任命され、パンシャーヌと共に戦うことに。その後、由美子と健介の不和に耐えかね、グレて女やくざの組長になろうと家出するが、パンシャーヌとの親子げんかや超悪デビルの正体を知ったことで、家庭崩壊の原因となった神様に対し、親子で攻撃した。最終的には両親同様、パンシャーヌミニとして生きていくことを選び、そのまま幼稚園に通っている。好きな食べ物はミルフィーユ。なお、全パー連交付のスーパーヒロイン免許証は、まだ仮免になっている。
神様：猫ひろし（第1・2・4・8・12・最終話）
見るからに普通の人で威厳も余り感じられない（由美子にも大して尊敬されていない）神様。?歳。かつて美少女仮面フローレンスに任命した由美子の前に現れ、再びスーパーヒロインとなるよう命じる。その目的は一切不明。どういうわけか、いつも金に困っていて、そのため由美子たちがトラブルに巻き込まれるハメに。行きつけの店は南行徳の居酒屋「源さん」。そこで偶然居合わせた健介から合計20万円を取り上げたことをパンシャーヌたちに追及され、最終的に新庄家のペットになった。普段の服装・言動・性格は、芸人としての猫ひろしそのままのキャラクターであるが、戦闘現場に出動する場面などここ一番の時には瞬時にスーツを着用する。

## パンシャーヌとパンシャーヌミニ
神様によってスーパーヒロインに任命された、パンシャーヌとパンシャーヌミニはご町内と宇宙の平和のために戦う任務を担っている。
もしもパンシャーヌの正体が他人に知られてしまうと、由美子はナマコに変わってしまう（水槽付きで）。これは、『美少女仮面ポワトリン』での「カエルにされる」や、『有言実行三姉妹シュシュトリアン』での「ローストチキンに変えられる」設定を踏襲している。

### パンシャーヌ
任命と変身
かつて由美子を美少女仮面フローレンスに任命した神様が現れ、美少女戦麗舞パンシャーヌに任命。しかし由美子がそれを承諾した本当の理由は、神様に自分の箸を使われるのが嫌だったからである。パンシャーヌへの変身は、神様の気まぐれによって変身アイテムとされた結婚指輪（見た目は変わらず）を使い、「アンシャン・レジーム・トリコロール!」と唱えることで行なわれる。コスチュームはコスパによるオーダーメイド。
名乗りの口上
名乗りの口上は「花も嵐も踏み越えて戦う愛のエレガント! 美少女戦麗舞パンシャーヌ参上!!」。その後、戦闘には直接関係ないが、敵に対して自分に教養のあるところを見せるために、小倉百人一首の中から短歌を一首詠う。パンシャーヌミニが登場してからは、名乗り口上と歌詠みは二人で行なっている（詳細は後述）。
戦闘
おもにバトンを用いる。戦闘の際、第1話では伸長させ剣として使用し、第6話ではテニスラケット状、第7話ではシュノーケル状に変形。しかしバトンのスイッチが入っていないと、技の発動ができない。

### パンシャーヌミニ
任命と変身
第8話でパンシャーヌの正体を知られ、神様との約束どおり、ナマコに姿を変えられた由美子が出動できなくなったため、神様はケータイ怪人の出現を由美子に知らせにきた理沙を、急遽美少女戦麗舞パンシャーヌミニに任命。変身アイテムは何も使わず、「アンシャン・レジーム・トリコロール!」と唱えて変身する。コスチュームはパンシャーヌ同様、コスパによるオーダーメイド。
名乗りの口上
名乗りの口上は「花も嵐も踏み越えて戦う愛のエレガント! 美少女戦麗舞パンシャーヌミニ参上!!」。だが一人で登場したのは第8話のみである。第8話以降の歌詠みと最終話をのぞく第9話以降の名乗り口上はパンシャーヌと二人で行なっている（詳細は後述）。
戦闘
パンシャーヌと同様、おもにバトンを用いる。シロガネーゼアタックもシロガネーゼアタックミニとして使えるが、実戦にまだ慣れていないこともあり、射程範囲、距離ともパンシャーヌに劣り、コントロールも定まらない。しかし、パンシャーヌミニがイメージしたバニラアイスをバトンから大量に放ち、ケータイ怪人に向けて、ぶつけることができた。第9話以降は、自らも戦闘に参加しつつ、パンシャーヌのサポートに回っている。

### パンシャーヌとパンシャーヌミニのコスチュームの違い
- チョーカーについているハート型の鍵付チャームがミニにはない（チャームの鍵は超悪デビルが持っている）
- ミニには膝アーマーがない
- ミニのマスクには宝石がついていない
- ミニのマントの襟元にフェイクファーがついていない
- パンシャーヌのバトンについているリボンが赤なのに対し、ミニのバトンはそれに加えて白いレースリボンもついている

### パンシャーヌとパンシャーヌミニの「母娘共闘」
当初、神様はナマコに変えた由美子 ＝ パンシャーヌの代わりの「新しいパンシャーヌ」として、理沙をパンシャーヌミニに任命した。だが、実戦経験がないパンシャーヌミニが放ったシロガネーゼアタックミニのコントロールが定まらず、神様にもその攻撃が降りかかったことから、やはりパンシャーヌの力も必要だと感じ、神様は由美子を元の姿に戻してパンシャーヌを出動させた。名乗り口上後の百人一首も、上の句をパンシャーヌ、下の句をパンシャーヌミニが詠んだ（第9話以降もこの形となっている）。神様は二人が戦う姿を見て、母娘で力を合わせてご町内と宇宙の平和を守るよう二人に託した。そのため由美子と理沙の場合、互いの正体を知っていても、ナマコに姿を変えられることはなくなった。第9話以降は母娘揃っての同時変身も実現し、名乗り口上も次のように二人で行っている。
パンシャーヌ（第11話ではミニと二人で）：花も嵐も踏み越えて戦う愛のエレガント!
パンシャーヌ：美少女戦麗舞パンシャーヌ!
パンシャーヌミニ：同じくミニ!
二人：参上!!

### パンシャーヌ・パンシャーヌミニの発動する技
技の名前にはセレブにゆかりのあるものが付けられている。なお、技の名前の後ろに●のついているものはパンシャーヌミニが発動した技である。
シロガネーゼアタック（第1話 - 第11話）
パンシャーヌの必殺技。バトンでS字を書いた後、敵に向けてビームを放ち、攻撃力を弱らせる。
ゴージャスマフラーウィップ（第4話）
両手からトリコロール柄のロングマフラーを敵に向けて放ち、縛りつける。
ファーストクラスビーム（第5話）
攻撃してくる「エコノミーども（一般市民）」に対して放ったビーム。その場に整列させた上、体育座りの状態で眠らせる。
エレガントフォア（第6話）
土男が「泥団(どろだん)ゲートボール」攻撃で打ち放った泥団子を、バトンを変形させたテニスラケットで華麗に打ち返す。
ゴージャスジュエリーフラッシュ（第6話）
投げキッスの後に相手に向けてフラッシュを放ち、目くらましさせる。
シロガネーゼアタックミニ（第8・11・最終話）●
シロガネーゼアタックより威力は劣るが、相手を弱らせることが可能。第8話では、ターゲットに狙いを定めることができなかったため、ケータイ怪人と彼によって悪にされた浩二ではなく、その場に出動していた神様に攻撃が降りかかった。最終話では、家庭崩壊の原因とされていた超悪デビルのマスクを破壊させた（このことで超悪デビルの正体が健介であることと、新庄家の家庭崩壊を招いた原因が神様だったことが健介によって判明する）。
バニラアイス攻撃（第8話）● ※本編では技の名前がなかったため、正式なものではない。
ケータイ怪人に対し、バトンから大量のバニラアイスを放出して攻撃した技。攻撃にあたり、パンシャーヌミニのイメージしたものが具現化されたものである。
フォアグラパンチ（第9話）
白トリュフキック（第9話）●
キャビアアタック（第9話）
マザコン怪人に向けてこれらの技を繰り出すも、いずれもダメージを与えるまでには至らなかった。
シャトー・ボルドーパンチ（第10話）
ボジョレー・ヌーボーキック（第10話）●
バブル怪人に向けてこれらの技を繰り出すが、バブル時代の甘美な趣に酔いしれさせるだけだった。
こんなミニに誰がしたアタック（最終話）●
そんなミニに育てた憶えはないアタック（最終話）
両親の離婚が原因で不良になった子供は多いキック（最終話）●
両親が離婚しても不良にならない子供もいるキック（最終話）
大人は勝手だパンチ（最終話）●
大人になれば分かるパンチ（最終話）
パンシャーヌとパンシャーヌミニの親子げんかで繰り出された技。
ピュアウェーブ（第1話 - 第10話：ただし第4話は発動直前にゾンビ弟をかばったゾンビ兄に制止される）
悪意にとりつかれた敵にビームを放ち、改心させる。これにより真っ当な心を取り戻した敵は善い行いをするようになる。

### 全日本美少女スーパーヒロイン連合組合（全パー連）
パンシャーヌとパンシャーヌミニは、全国で活躍する美少女スーパーヒロインが加入している、全日本美少女スーパーヒロイン連合組合（略称：全パー連）に加入し、スーパーヒロイン免許証が交付されている。
組合費は月4,600円（パンシャーヌミニは月4,000円）。全パー連本部ビルは、日本ではなくニューヨークにある。万が一、スーパーヒロインの活動に対して、組合員からのクレームが発生した時には、そのスーパーヒロインに出頭命令のハガキが送られ呼び出しを受け、組合長による裁判が行なわれるシステムとなっている。また「変身する前の人格はスーパーヒロインと見なさず」（第四条第五項）をはじめとする全日本美少女スーパーヒロイン規則という決まりがある。そこで有罪判決が下された場合はスーパーヒロイン免許証を取り上げられ、スーパーヒロイン廃業となる。
なお、第12話のパンシャーヌ裁判で登場した美少女スーパーヒロインの居住地は、この番組をネット放送しているテレビ東京系列の5局、テレビ北海道、テレビ愛知、テレビ大阪、テレビせとうち、TVQ九州放送の本社所在地である。
≪全パー連に加入している、主な美少女スーパーヒロイン≫
- 美少女矢魔我沙（やまがさ）メンタイーヌ（博多在住）

パンシャーヌの美貌を妬んでいるらしい。神様を「偉大な父親」と崇めている。
- 美少女多威虎雨（たいこう）エビフリャーナ（名古屋在住）

美少女スーパーヒロイン歴30年という、ベテランのおばちゃん。
- 美少女御鼓野美（おこのみ）ナンデヤーネ（大阪・ミナミ在住）

パンシャーヌとは『六甲おろし』を共に歌った仲で、ライバルと認めている。
- 美少女多羅罵（たらば）ススキノーゼ（北海道在住）

切れ者の美少女スーパーヒロイン。
- 美少女姫伊乳（ピーチ）ママカリーヌ（岡山在住）

## ゲスト出演キャスト
事件に関係するキャストや怪人役でゲスト出演した俳優・女優のうち、エンディングタイトルで役名・役者名がクレジットされないキャストの多くは、芸能プロダクションに所属する新人やレッスン生がエキストラとして出演している。
一度出演した後、違う役で再度出演しているケースも多く、第1話・12話に怪人（宇宙人）の子供役で出演した松本大空は、第6・8話では理沙と同じ幼稚園に通う友人・浩二役で、怪人役の林潔は第10話でバブル怪人のしもべ・バブリアンとなったメッシーの飯田役、怪人A（宇宙人の夫）役の梨本泰生も第10話にアッシーの足田役でそれぞれ再登場している。この他に、第2話ではマジック怪人役の石井かおりをはじめ、女性マジックユニット・プリマベーラのメンバーが、第7話には丘ダイバー役でパパイヤ鈴木が（特別出演）、さらに第10話には『美少女仮面ポワトリン』で主人公の村上ユウコ（ポワトリン）役を演じた花島優子がバブル怪人役でそれぞれ出演している。

### WAHAHA本舗
神様役でレギュラー出演の猫ひろしを筆頭に、WAHAHA本舗に所属するタレントのゲスト出演が多い。これはWAHAHA本舗主宰者の喰始とメインライターの浦沢義雄が友人関係であることが関係している。東映不思議コメディーシリーズでは、シリーズを通して常連だった柴田理恵を筆頭に、他のメンバーも多数出演している。
≪ゲスト出演したWAHAHA本舗所属のタレント≫
梅垣義明（第3話）
椿鮒子(セクシー寄席)（第3話）
ジジ・ぶぅ（第5話）
ウクレレえいじ（第6話）
佐藤正宏（第8話）

## 放送リスト
| 話数                                                       | 放送日  | サブタイトル               | 登場する敵                                                                | パンシャーヌの詠んだ短歌                                                      | 脚本     | 監督     | 視聴率 |
| ---------------------------------------------------------- | ------- | -------------------------- | ------------------------------------------------------------------------- | ----------------------------------------------------------------------------- | -------- | -------- | ------ |
| 1                                                          | 4月3日  | ママはスーパーヒロイン!    | 怪人 ＝ 宇宙人（妻） （林潔）                                             | 花の色は 移りにけりな いたずらに 我が身世にふる ながめせしまに （小野小町）   | 浦沢義雄 | 高丸雅隆 | 2.0%   |
| 2                                                          | 4月10日 | ママの美少女イリュージョン | マジック怪人 （石井かおり）                                               | 足曳きの 山鳥の尾のしだり尾の 長々し夜を獨りかもねむ （柿本人麻呂）           | 早野円   | 高丸雅隆 | 2.7%   |
| 3                                                          | 4月17日 | 健康的な幽霊               | 幽霊 ＝ 稲場とうふ店主人 （梅垣義明）                                     | 天津風 雲の通路 ふきとじよ をとめの姿 しばしとどめむ （僧正遍昭）             | 浦沢義雄 | 高丸雅隆 | 1.4%   |
| 4                                                          | 4月24日 | 恋するゾンビ               | ゾンビ兄 ＝ 新庄健之介 （大熊啓誉） ゾンビ弟 ＝ 新庄清之進 （牧田哲也）   | 久方の 光のどけき 春の日に しず心なく 花のちるらむ （紀友則）                 | 早野円   | 松木創   | 1.5%   |
| 5                                                          | 5月1日  | 熟年離婚戦争               | 番長怪人 ＝ 新庄一郎 （ジジ・ぶぅ） スケバン怪人 ＝ 新庄正子 （森沢早苗） | 田子の浦に うち出でてみれば 白妙の 富士の高嶺に 雪は降りつつ （山部赤人）     | 浦沢義雄 | 松木創   | 1.5%   |
| 6                                                          | 5月8日  | ペットの秘密               | 土男（地底人のペット） （ウクレレえいじ）                                 | 天の原 ふりさけ見れば 春日なる 三笠の山に いでし月かも （阿倍仲麻呂）         | 早野円   | 松木創   | 1.2%   |
| 7                                                          | 5月15日 | 謎の丘ダイバー             | 丘ダイバー ＝ 乱獲されたマグロの怨念 （パパイヤ鈴木）                     | めぐりあひて 見しやそれとも わかぬまに 雲がくれにし 夜半の月かな （紫式部）   | 大和屋暁 | 松木創   | 1.5%   |
| 8                                                          | 5月22日 | 怒れるケータイ電話         | ケータイ怪人 （佐藤正宏）                                                 | 春すぎて 夏来にけらし 白妙の 衣ほすてふ 天の香具山 （持統天皇）               | 浦沢義雄 | 高丸雅隆 | 1.2%   |
| 9                                                          | 5月29日 | マザコン男の叫び           | マザコン怪人 ＝ 上野陽一 （坂本真）                                       | 人はいさ 心も知らず ふるさとは 花ぞ昔の 香ににほひける （紀貫之）             | 下山健人 | 佐藤源太 | 1.4%   |
| 10                                                         | 6月5日  | ママの記念日               | バブル怪人 ＝ 愛子 （花島優子）                                           | 忍ぶれど 色に出でにけり わが恋は 物や思ふと 人の問ふまで （平兼盛）           | 早野円   | 佐藤源太 | 0.9%   |
| 11                                                         | 6月12日 | 超悪デビル登場             | 超悪デビル                                                                | やすらはで 寝なましものを さ夜ふけて かたぶくまでの 月を見しかな （赤染衛門） | 大和屋暁 | 高丸雅隆 | 1.4%   |
| 12                                                         | 6月19日 | パンシャーヌ裁判           | 全パー連組合長 （六角精児） 秘書 （北山伊万里）                           | 歌詠みなし                                                                    | 松木創   | 松木創   | 0.8%   |
| 13                                                         | 6月26日 | 穏やかな最終回             | 超悪デビル ＝ 新庄健介 （大熊啓誉）                                       | こぬ人を まつほの浦の 夕なぎに 焼くやもしほの 身もこがれつつ （権中納言定家） | 浦沢義雄 | 高丸雅隆 | 1.4%   |
| 平均視聴率 1.45%（視聴率は関東地区・ビデオリサーチ社調べ） |         |                            |                                                                           |                                                                               |          |          |        |

## スタッフ
- 原案：加賀美うらら
- 企画：渡辺和哉（読売広告社）、松本慶明（マーベラスエンターテイメント）
- プロデューサー：木村京太郎（読売広告社）、小川文平（マーベラスエンターテイメント）、山川典夫（テレビ東京）、伊賀宣子（共同テレビ）
- 脚本：浦沢義雄、早野円、大和屋暁、下山健人、松木創
- 演出：高丸雅隆、松木創、佐藤源太
- 音楽：根岸貴幸
- 衣装協力：COSPATIO
- ポーズ振付：彩木映利
- 技術協力：バスク
- 美術協力：フジアール
- 制作：テレビ東京、読売広告社、共同テレビ
- 製作：美少女戦麗舞パンシャーヌ製作委員会

## 主題歌
- オープニングテーマ：『Happiness & Tenderness』
  - 作詞：森林檎、作曲・編曲：根岸貴幸、歌：矢吹春奈
- エンディングテーマ：『Fellow』
  - 作詞：堂安一途、作曲・編曲：GEN、歌：Rain Note

## ネット局
TXN6局で同時ネットされた。
- テレビ東京
- テレビ北海道
- テレビ愛知
- テレビ大阪
- テレビせとうち
- TVQ九州放送